# Camp Babbitt (Californie)
Le camp Babbitt est un camp de l'armée de l'Union pendant la guerre de Sécession, situé sur deux sites dans les environs de Visalia en Californie.

## Histoire
Le premier site du camp Babbitt, fondé le 24 juin 1862, est situé à un kilomètre six cents au nord-est de la ville de Visalia, dans le comté de Tulare. À l'origine, deux compagnies du 2nd California Cavalry forment la garnison du camp. Le poste est nommé en référence au lieutenant-colonel E. B. Babbitt, quartier-maître général du département du Pacifique.

## Désordres sécessionnistes à Visalia
Le poste est prévu initialement pour maintenir l'ordre dans la région où un fort sentiment confédéré crée des troubles. Dans une tentative de contrôler la contestation à la cause de l'Union dans le foyer sécessionniste de Visalia, sur ordre du général George Wright, le capitaine Moses A. McLaughlin (en) déplace sa compagnie D et une autre en octobre 1862 par delà les montagnes de la Sierra Nevada en provenance de la vallée de l'Owens en quatre jours et demi pour prendre le commandement du camp Babbit. Le 12 décembre, trois hommes de Visalia chevauchent en tête d'un défilé en tenue de la garnison et acclament Jeff Davis, incitant McLaughlin à ordonner leur arrestation immédiate. Le 24 décembre 1862, McLaughlin écrit pour obtenir des renforts, face aux tensions croissantes entre les factions unionistes et sécessionnistes (en).
Le 31 décembre, McLaughlin donne les ordres pour l'arrestation des propriétaires et des éditeurs de l'« Expositor », le journal sécessionniste local. Le même jour, il reçoit l'instruction de la part du quartier général par télégramme pour libérer tous les prisonniers politiques après qu'ils ont prêté serment d'allégeance. Les deux propriétaires finissent pas prêter serment, un après un moment en prison. Néanmoins, cela ne les arrête pas de poursuive la publication de leur journal s'opposant à la guerre et à la cause de l'Union.

## Guerre indienne dans la vallée de l'Owens
Le 12 avril 1863, le lieutenant-colonel William Jones est commandant du camp Babbitt, et ordonne au capitaine McLaughlin de renforcer le camp Independence (en) avec un détachement de 24 unité de la compagnie D et 18 hommes de la compagnie E du 2nd California Cavalry, avec un mortier de 12 livres, et quatre équipages de chariots gouvernementaux de 6 mules, transportant des rations, des munitions et du fourrage. Les éléments de la compagnie D et la compagnie E sous le commandement du capitaine McLaughlin avec la reprise des hostilités dans la vallée de l'Owens y entrent en avril 1863 via Keyesville (en), où ils participent au massacre de Keyesville (en). Ils partent ensuite vers le camp Independence, dans la vallée des rivières Owens, participant à la dernière campagne de la guerre indienne de la vallée de l'Owens (en), et escortent près de 1 000 Paiutes vers le fort Tejon en juillet 1863.

## Gang Mason Henry
Le 18 février 1865, le capitaine Herman Noble envoie un détachement de la compagnie E du 2nd Cavalry Cavalry, sous le commandement du sergent Rowley, du camp Babbitt près de Visalia pour une longue poursuite des hommes soupçonnés d'être le gang Mason Henry (en). Cela les amène au travers des déserts de Californie du Sud, au sud de Sonora. Le 15 mars 1865, l'édition du « The Visalia Delta » décrit ainsi la poursuite :

« MASON et HENRY - L'escouade de soldat envoyé du camp Babbit par le capitaine Noble sous le commandement du sergent Rowley, à la poursuite des meurtres démocratiques constitutionnels d'hommes de l'Union, sont revenus au camp. Ils signalent une escarmouche très difficile, parcourant plus de 1 448 km dans un pays très désolé ; à plusieurs reprises, sortant deux ou trois jours sans nourriture pour eux-mêmes, ou sans fourrage pour leurs chevaux. Ils ont été plusieurs fois sur leur piste, après avoir quitté Fort Tejón, et finalement les ont traqués à Sonora, quand ils ont été obligés d'abandonner la poursuite en raison de l'épuisement de leurs chevaux et leur incapacité à obtenir des montures fraîches. Les fugitifs étaient bien approvisionnés en or, avec 3 000 $ ou plus en leur possession. Beaucoup pensent qu'ils ont disparu pour recruter une bande de guérilla et reviendront pour s'en prendre aux hommes de l'Union dans la partie inférieure de l'État. Ils auraient pu obtenir beaucoup de recrues près de chez eux. Sans doute, Visalia aurait fourni plusieurs oiseaux de proie et un chirurgien ou deux, pour lier leurs os brisés, et très probablement un aumônier pour pourvoir au besoin de leurs âmes blessées, et un certain nombre d'espions, de mouchards et d'informateurs. En ce qui concerne les bons combattants, ils seraient plus rares ici. Le parti était sorti vingt-cinq jours. »

## Après la guerre de Sécession
Après la fin de la guerre de Sécession, le 2 octobre 1865, le poste est relocalisé à environ un kilomètre six cents (un mile) au nord-est du premier site. Plusieurs dates sont données pour son abandon, de fin 1865 au 19 août 1866. Sa dernière garnison est la nouvelle compagnie A du 2nd California Cavalry, qui en novembre 1865, marche du fort Miller vers le camp Babbit où elle reste jusqu'à ce qu'elle reçoive l'ordre de partir pour le camp Union près de Sacramento, pour être libérée du service, en avril 1866.

## Sites actuellement
Le site d'origine se trouve près des rues de Race et de Santa Fe.
Le deuxième site est les environs de Ben Maddox Way et de Houston Avenue.